# Terumah (parashah)
Da non confondersi con il tipo di offerta Terumah nel culto ebraico.
Terumah o Trumah (ebraico: תְּרוּמָה — tradotto in italiano: "dono" o "offerta", dodicesima parola e incipit di questa parashah) diciannovesima porzione settimanale della Torah (ebr. פָּרָשָׁה – parashah o anche parsha/parscià) nel ciclo annuale ebraico di letture bibliche dal Pentateuco, settima nel Libro dell'Esodo. Rappresenta il passo 25:1-27:19 di Esodo, che gli ebrei leggono durante il diciannovesimo Shabbat dopo Simchat Torah, generalmente a febbraio o ai primi di marzo.
La parashah riporta le istruzioni di Dio per costruire il Tabernacolo e i suoi arredi.

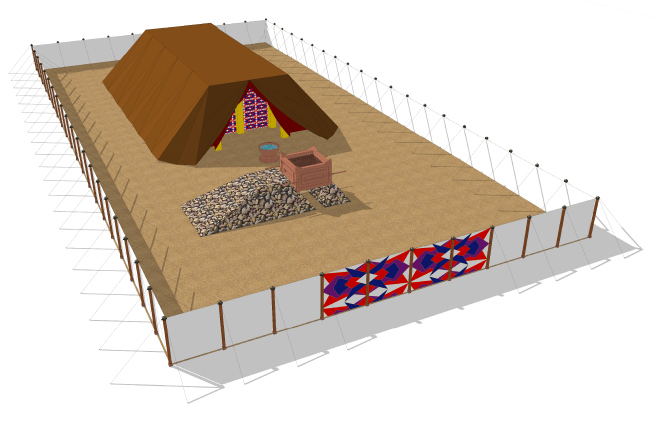
Il Tabernacolo (modello Google Sketchup di Gabriel Fink, 2009)

## Letture
Nella tradizionale lettura della Torah durante lo Shabbat, la parashah viene suddivisa il sette parti o in ebraico עליות‎?, aliyot.

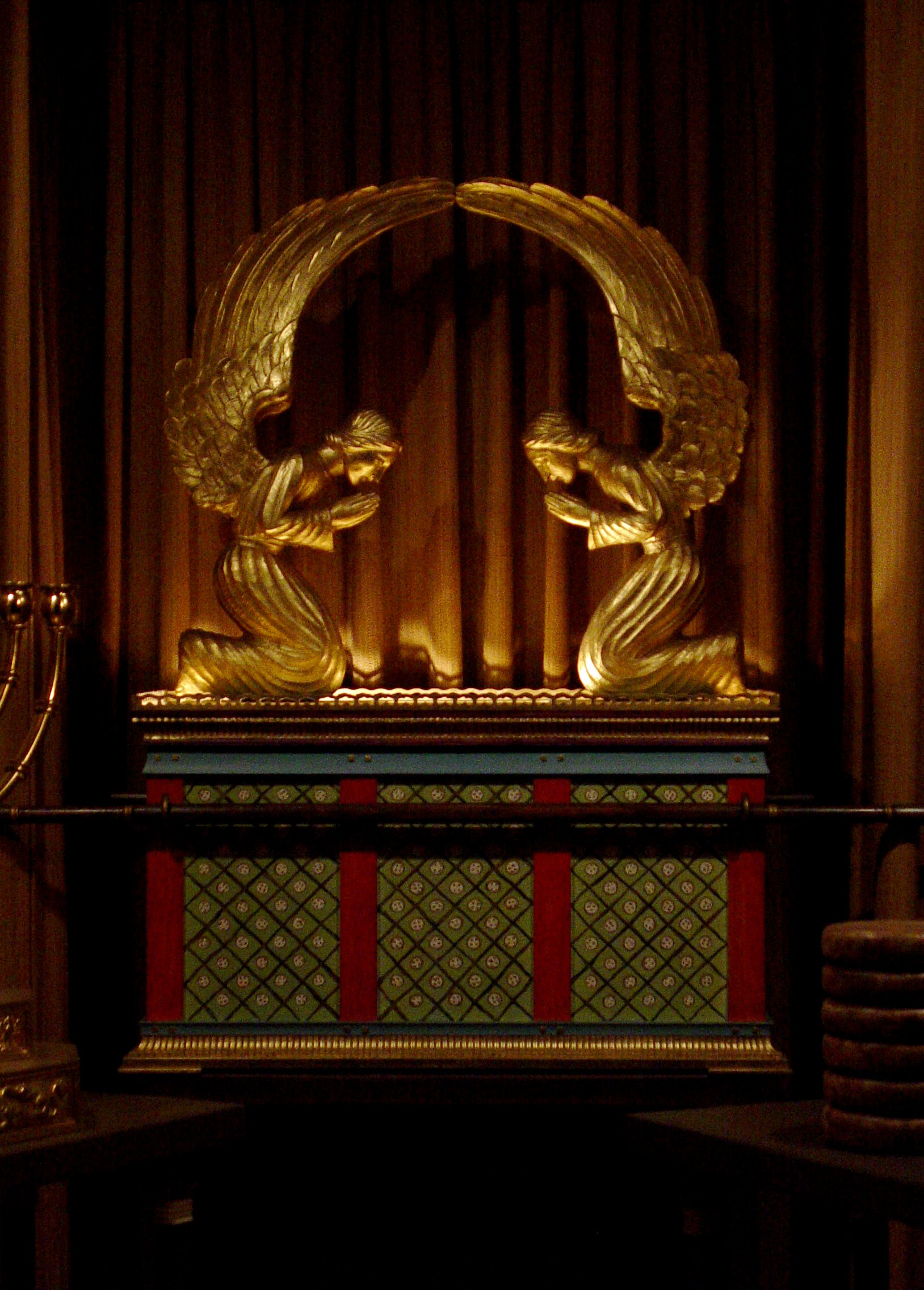
L'Arca dell'Alleanza (replica presso il George Washington Masonic National Memorial)

### Prima lettura — Esodo 25:1–16
Nella prima lettura (ebraico: עליה, aliyah), Dio istruisce Mosè di dire a tutti gli Israeliti che lo desiderassero profondamente, di portare doni di oro, argento, rame, tessili colorati, belle stoffe di lino, pelli di capra e di montone, legna di acacia, olio, spezie, lapislazzuli e altre pietre preziose per fare un santuario — il Tabernacolo (Mishkan, ebraico: מִּשְׁכָּן) — e i suoi arredi, cosicché Dio vi potesse dimorare. Dio li istrusce di costruire l'Arca dell'Alleanza di legno d'acacia ricoperto d'oro, nel quale depositare le Tavole del Comandamenti divini.

### Seconda lettura — Esodo 25:17–30
Nella seconda lettura (ebraico: עליה, aliyah), Dio dice loro di fare due cherubini d'oro e di metterli sopra il coperchio dell'Arca, o propiziatorio. Dio promette di impartire i Suoi ordini e comandamenti a Mosè tra i due cherubini sopra il coperchio dell'Arca, parlandogli dal propiziatorio.
Dio li istruisce di costruire una tavola di acacia ricoperta d'oro, sulla quale porre i pani dell'offerta.

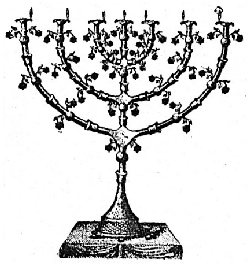
La Lampada d'Oro o Menorah (da A Brief Sketch of the Jewish Tabernacle, 1901)

### Terza lettura — Esodo 25:31–26:14
Nella terza lettura (ebraico: עליה, aliyah), Dio istruisce gli ebrei di preparare un candelabro a sei bracci e sette lampade — la Menorah — di oro puro.. Dio dice: «Quanto al Tabernacolo (la Dimora), la farai con dieci teli di bisso ritorto, di porpora viola, di porpora rossa e di scarlatto. Vi farai figure di cherubini, lavoro d'artista.». Poi istruisce di fare undici teli di pelo di capra per costituire la tenda al di sopra del Tabernacolo, e coperture di pelli di montone e di tasso in ebraico תְּחָשִׁים‎? tinte di rosso.

### Quarta lettura — Esodo 26:15–30
Nella quarta lettura (ebraico: עליה, aliyah), Dio ordina ulteriormente di fare assi di legno di acacia per il Tabernacolo, da porsi verticali.

### Quinta lettura — Esodo 26:31–37
Nella quinta lettura (ebraico: עליה, aliyah), Dio impone loro di preparare il velo di porpora viola, di porpora rossa, di scarlatto e di bisso ritorto, con figure di cherubini, "lavoro di disegnatore", che servirà da separazione tra il Santo e il Santo dei Santi. Dio poi ordina: «Nell'interno oltre il velo, introdurrai l'arca della Testimonianza [...] Porrai il coperchio sull'Arca della Testimonianza nel Santo dei Santi. Collocherai la tavola fuori del velo e il candelabro di fronte alla tavola sul lato meridionale del Tabernacolo; collocherai la tavola sul lato settentrionale.» Dio istruisce di fare una cortina all'ingresso della tenda, di porpora viola e di porpora rossa, di scarlatto e di bisso ritorto, e poi sostenerla con cinque colonne di acacia riveste d'oro.

### Sesta lettura — Esodo 27:1–8
Nella sesta lettura (ebraico: עליה, aliyah), Dio dice di fare un altare di acacia rivestito di rame.

### Settima lettura — Esodo 27:9–19
Nella settima lettura (ebraico: עליה, aliyah), Dio istruisce gli Israeliti di costruire un recinto per il Tabernacolo con tendaggi di bisso ritorto.

## Interpretazione intrabiblica
La parashah ha paralleli o viene discussa nelle fonti bibliche che seguono.
La tabella riporta il modello di istruzione e la costruzione del Tabernacolo e dei suoi arredi:
| Articolo               | Istruzione | Istruzione     | Costruzione | Costruzione       |
| Articolo               | Ordine     | Versetti       | Ordine      | Versetti          |
| ---------------------- | ---------- | -------------- | ----------- | ----------------- |
| Contributo             | 1          | Esodo 25:1-9   | 2           | Esodo 35:4-29     |
| Arca                   | 2          | Esodo 25:10-22 | 5           | Esodo 37:1-9      |
| Tavola                 | 3          | Esodo 25:23-30 | 6           | Esodo 37:10-16    |
| Menorah                | 4          | Esodo 25:31-40 | 7           | Esodo 37:17-24    |
| Tabernacolo            | 5          | Esodo 26:1-37  | 4           | Esodo 36:8-38     |
| Altare dei Sacrifici   | 6          | Esodo 27:1-8   | 11          | Esodo 38:1-7      |
| Corte del Tabernacolo  | 7          | Esodo 27:9-19  | 13          | Esodo 38:9-20     |
| Lampada                | 8          | Esodo 27:20-21 | 16          | Numeri 8:1-4      |
| Vesti Sacerdotali      | 9          | Esodo 28:1-43  | 14          | Esodo 39:1-31     |
| Rituale di Ordinazione | 10         | Esodo 29:1-46  | 15          | Levitico 8:1-9:24 |
| Altare dell'Incenso    | 11         | Esodo 30:1-10  | 8           | Esodo 37:25-28    |
| Lavabo                 | 12         | Esodo 30:17-21 | 12          | Esodo 38:8        |
| Olio dell'Unzione      | 13         | Esodo 30:22-33 | 9           | Esodo 37:29       |
| Incenso                | 14         | Esodo 30:34-38 | 10          | Esodo 37:29       |
| Artigiani              | 15         | Esodo 31:1-11  | 3           | Esodo 35:30-36:7  |
| Shabbat                | 16         | Esodo 31:12-17 | 1           | Esodo 35:1-3      |

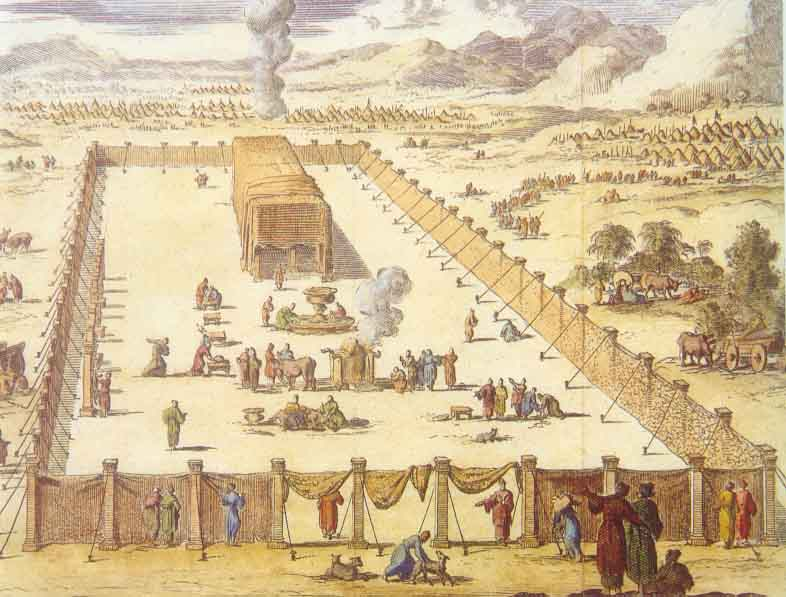
Il Tabernacolo

La storia sacrale del Tabernacolo in Esodo 25-27 si riflette nella storia sacrale della Creazione in Genesi 1:1-2:3. Come la storia della creazione si sviluppa in sette giorni, le istruzioni per il Tabernacolo (la "Dimora") si sviluppano in sette discorsi. Nei resoconti sia della Creazione che del Tabernacolo, il testo afferma il completamento dell'opera. In entrambi, l'opera viene giudicata buona. In entrambi, quando l'opera è terminata, Dio compie un'azione di conferma: «Allora la nube coprì la tenda del convegno e la Gloria del Signore riempì la Dimora» Esodo 40:34. Sia per la Creazione che per il Tabernacolo, quando l'opera si è conclusa, viene invocata una benedizione. Inoltre, in entrambi i casi, Dio dichiara qualcosa come "santo/consacrato"

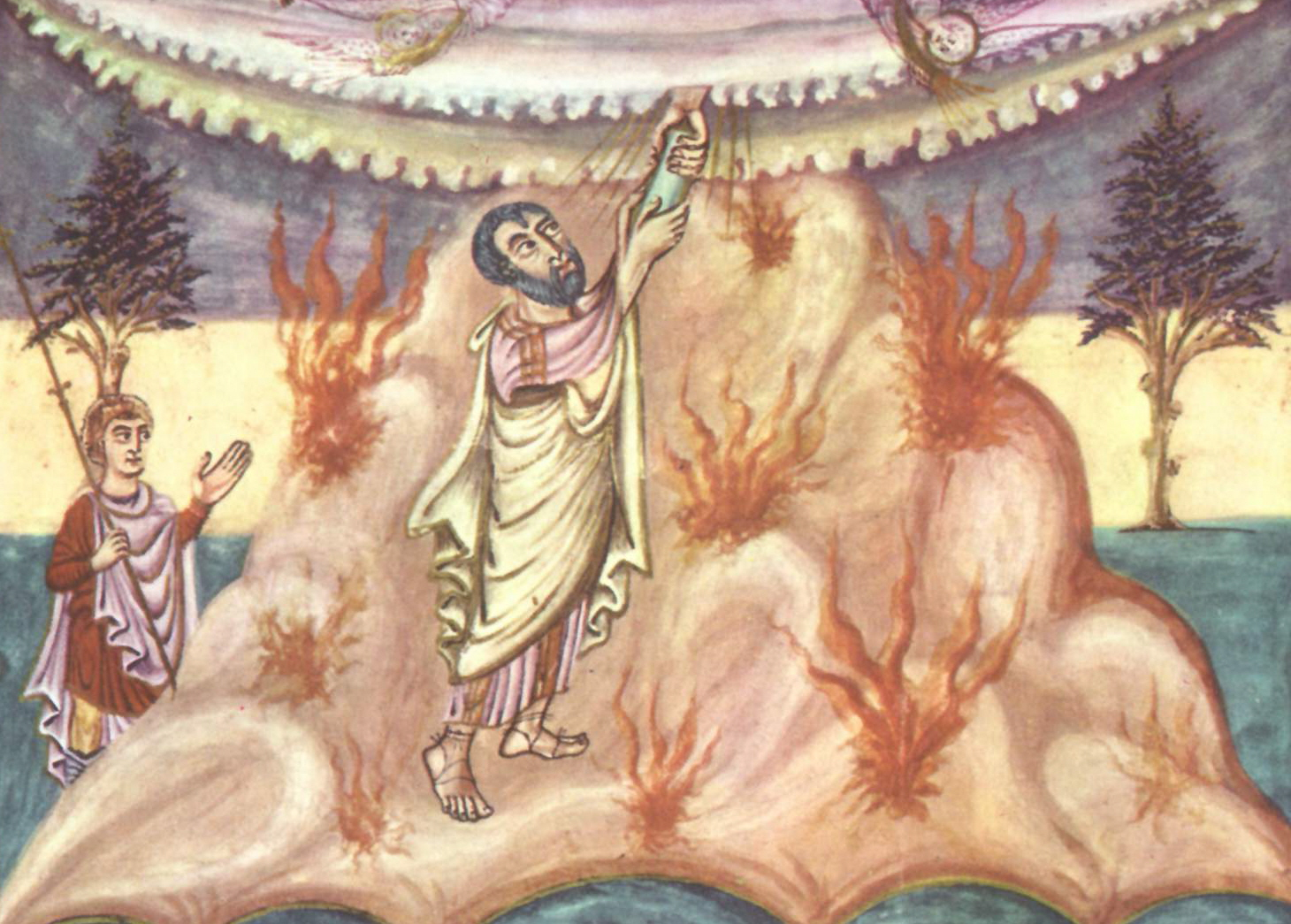
Mosè riceve la Legge (illustrazione di un miniatore carolingio dell'840 ca.)

Il Tabernacolo mostra delle similarità col Monte Sinai. Sia il Monte Sinai che il Tabernacolo ebbero tre aree separate con livelli crescenti di esclusività — uno per il popolo in generale, uno per coloro che erano unti (consacrati), e uno esclusivo per il singolo rappresentante del popolo; le tavole della legge; una nube; e la Presenza di Dio. Inoltre Dio parla a Mosè sia sul Monte Sinai che nel Tabernacolo.
Tuttavia, in contrasto col Monte Sinai, nel Tabernacolo la Presenza divina è costante: la Presenza è tra di loro, non più distante; e la Presenza di Dio non è più radicata in un posto fisso.

## Interpretazione non rabbinica
La parashah ha paralleli o viene discussa in queste fonti non rabbiniche:
Flavio Giuseppe interpreta il Tabernacolo e i suoi arredi come rappresentazioni dell'Universo. Vede le due parti del Tabernacolo che sono accessibili ai sacerdoti (il Santo e la Corte) come denotazioni della terra e del mare, la terza divisione riservata a Dio (il Santo dei Santi) a rappresentare il Cielo, inaccessibile al popolo. Reputa i 12 pani come rappresentazioni dell'anno diviso in 12 mesi. Vede la Menorah divisa in 70 parti, che rappresenti le 70 divisioni dei pianeti, e le sette lampade della Menorah come riferimenti dell'orbita dei sette pianeti (allora conosciuti). Vede i veli, composti di quattro cose, a dichiarare i quattro elementi: le stoffe raffinate che significano la terra, poiché il lino di cui sono fatte cresce uscendo dalla terra; la porpora significa il mare, perché la porpora viene colorata dal sangue dei molluschi del mare; il blu indica l'aria; e lo scarlatto indica il fuoco.

## Interpretazione rabbinica classica

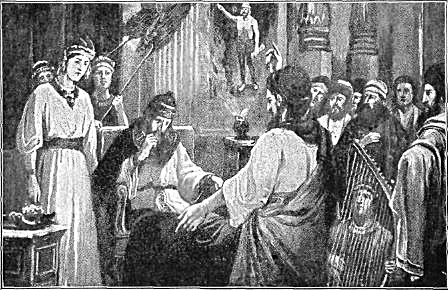
Daniele interpreta il sogno di Nabucodonosor in (illustrazione dal libro Our Day in the Light of Prophecy, 1917)

La parashah viene discussa in queste fonti rabbiniche dell'era mishnaica e talmudica:

### Esodo capitolo 25
Un'interpretazione di Midrash dichiara il Esodo 25:2 significare “Mi hanno preso come un'offerta” e quindi dice come Dio abbia dato la Torah a Israele e disse loro: “Voi Mi avete preso.”
Una Midrash insegna che Esodo 25:3 richiede offerte di oro, argento e rame per la costruzione del Tabernacolo, perché l'oro simbolizza Babilonia, della quale Daniele 2:32 dice: “Quell'immagine, essa aveva la testa d'oro puro”; l'argento simbolizza i Medi, dei quali Daniele 2:32 dice: “il petto e le braccia d'argento”; e il rame si riferisce alla Grecia, della quale Daniele 2:32 afferma: “il ventre e le cosce di bronzo”. Ma la Bibbia non fa riferimento al ferro nella costruzione sia del Tabernacolo che del Tempio di Gerusalemme, perché il ferro simbolizza Roma, che distrusse il Tempio.
I rabbini insegnano in una Baraita che la porpora viola (techeilet, ebraico: תְכֵלֶת) citata in Esodo 25:4 proveniva da un animale chiamato chilazon che rassomigliava il mare come colore e un pesce come forma, e che appariva una volta ogni 70 anni, il cui sangue era usato per tingere il costoso filo blu.

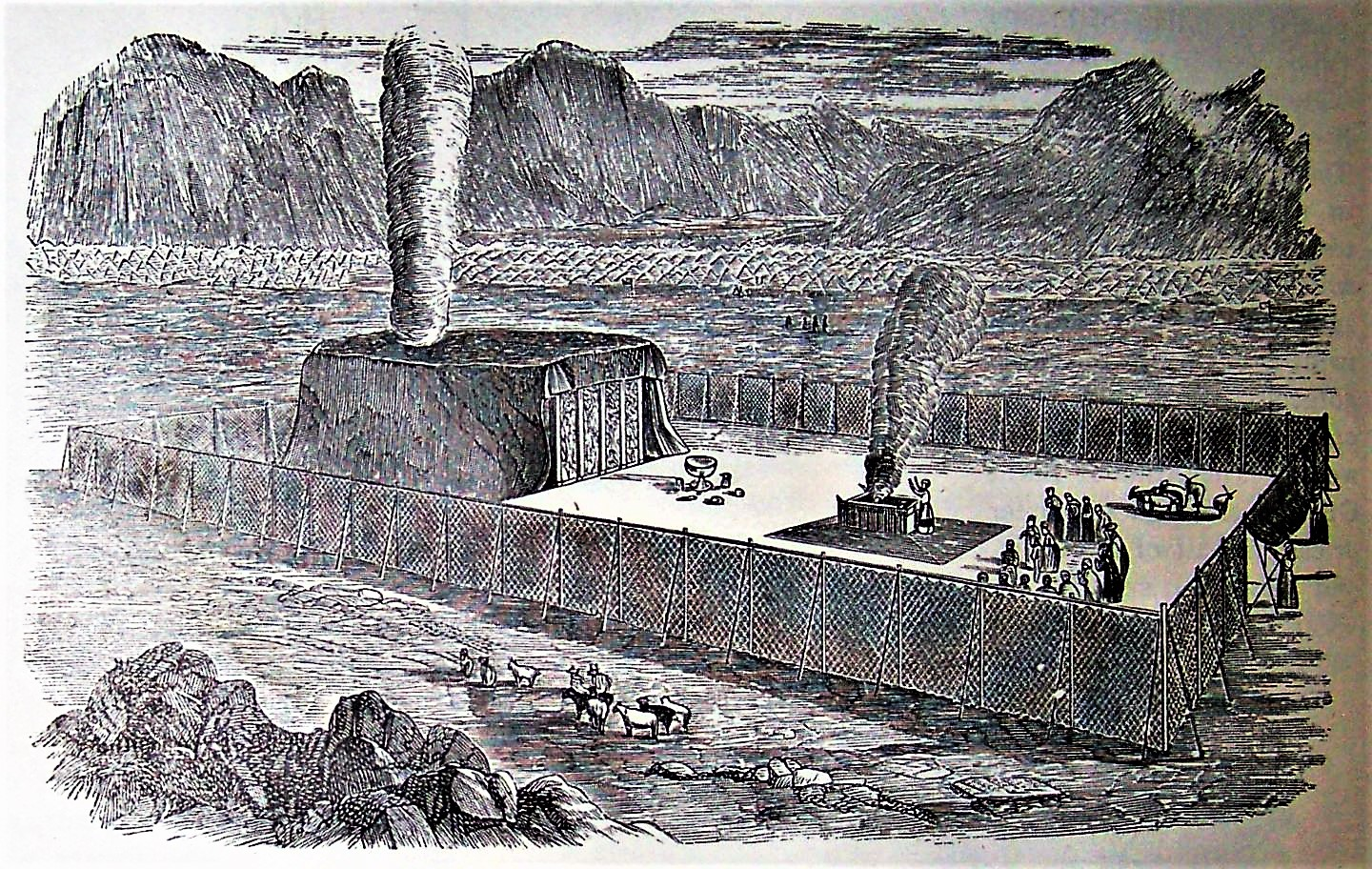
Il Tabernacolo (illustrazione dalla Bibbia Holman, 1890)

la Tosefta deduce da Esodo 25:5 (e dal principio per cui la Legge proibisce di fare durante lo Shabbat ciò che venne fatto per costruire il Tabernacolo) che uno che concia le pelli di Shabbat viola il comandamento dell'osservanza dello Shabbat.
La Tosefta insegna che l'invalidazione o delle pietre di ònice o delle pietre da incastonare descritte in Esodo 25:7 invalida l'altra, e l'invalidazione di qualsiasi dei calici del candelabro, dei suoi bulbi e delle sue corolle descritti in Esodo 25:31 invalida gli altri.
La Tosefta insegna che Esodo 25:8 fornisce il comandamento che Esodo 39:43 dice che Mosè adempì.
Una Midrash spiega con una parabola l'istruzione divina di costruire in Tabernacolo. Un re aveva solo una figlia, che sposò un altro re. Quando il re genero desiderò di ritornare nel suo regno e portarsi con sé la moglie, il re padre gli disse di non poter separarsi da sua figlia né dire a suo genero di non portarla via con sé, dato che ella era ora moglie di quest'ultimo. Il re padre chiese quindi al re genero il favore che, ovunque il re genero fosse andato a vivere, tenesse una camera pronta per il re padre in modo che potesse stare con loro, poiché non poteva sopportare di separarsi dalla figlia. Similmente, Dio ha detto ad Israele di aver loro dato una Torah dalla quale Dio non si può separare, pur tuttavia Dio non poteva neanche dire ad israele di non prendere la Torah. Dio allora aveva chiesto agli Israeliti di preparare per Lui una dimora ove potesse soggiornare ovunque gli Israeliti andassero, e quindi Esodo 25:8 afferma: “Essi mi faranno un santuario e io abiterò in mezzo a loro.”

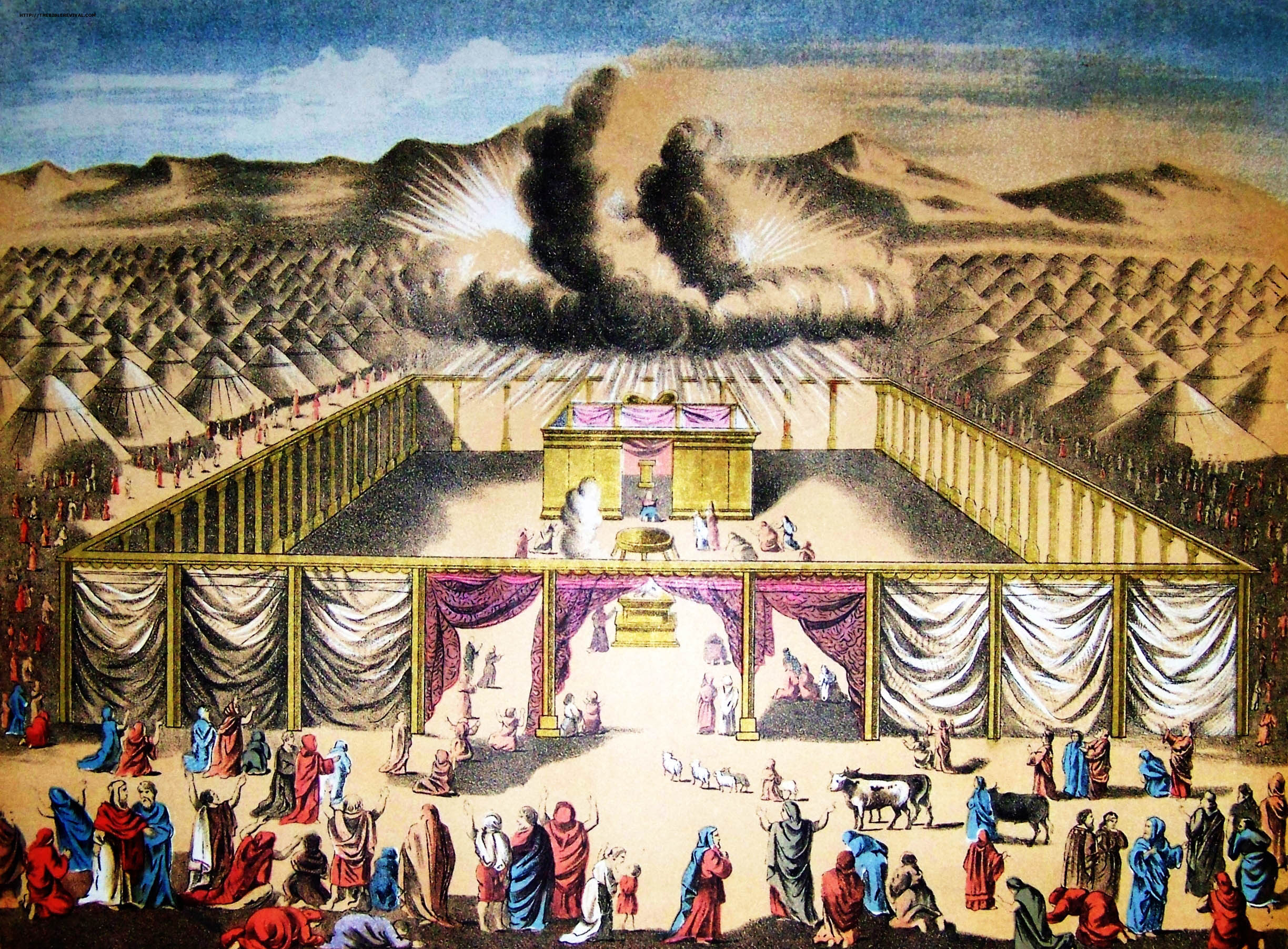
Il Tabernacolo nel Deserto (illustrazione dalla Bibbia Holman, 1890)

Una Midrash insegna che tutto ciò che Dio ha creato in Cielo ha una replica in terra. La Midrash inoltre insegna che molte cose nel Tabernacolo riflettono cose in Cielo. Quindi Isaia 37:16 riporta che ci sono cherubini in Cielo, che dicono: “O Signore degli eserciti, Dio di Israele, che siedi sui cherubini”. Mentre giù in terra Esodo 25:18-20 istruisce gli Israeliti a fare due cherubini d'oro che aprino le loro ali sopra l'Arca. Del Cielo Salmo 104:2 riporta che Dio “stende i cieli come una tenda.” Mentre sulla terra, Esodo 26:1 dirige gli Israeliti a creare “dieci teli” per il Tabernacolo. Del Cielo, Isaia 6:2 afferma: “Attorno a Lui [Dio] stavano dei serafini”. Mentre sulla terra Esodo 26:15 dirige gli Israeliti a fare “delle assi di legno di acacia, da porsi verticali.” (Quindi, le assi di acacia verticali corrispondono ai serafini in piedi). Del Cielo Genesi 1:6 riporta il comando divino: “Sia il firmamento in mezzo alle acque per separare le acque dalle acque.” Mentre sulla terra Esodo 26:33 istruisce gli Israeliti che “il velo sarà per voi la separazione tra il Santo e il Santo dei Santi.” Del Cielo, Daniele 2:22 riporta: “Presso di Lui [Dio] è la luce.” Mentre sulla terra, Esodo 27:20 ordina: “Si procurino olio puro di olive schiacciate per il candelabro”. (Di conseguenza, poiché tutto ciò che è in alto accade anche in basso, Dio dimora sulla terra proprio come dimora in Cielo). Inoltre la Midrash insegna che Dio tiene più a cuore le cose giù in terra di quelle su in Cielo, poiché Esodo 25:8 afferma che Dio lasciò le cose in Cielo per scendere a dimorare tra coloro che sono in terra, dicendo: “Che essi mi facciano un santuario cosicché io possa dimorare tra di loro.”
La Mekhilta insegna che Esodo 35:1-3 espone le leggi dell'osservanza dello Shabbat nell'appropriato passo relativo perché in Esodo 25:8 Dio diresse: “Essi Mi faranno un santuario” e si sarebbe potuto pensare che essi potevano costruire il santuario sia nei giorni settimanali che di Shabbat. La Mekhilta insegna che Dio ordinò in Esodo 25:8 di “farMi un santuario” applicandolo a tutti i giorni eccetto nello Shabbat. La Mekhilta postula che si potrebbe sostenere che, poiché il servizio del Tempio si verificava anche di Shabbat, allora forse la preparazione per il servizio liturgico, senza il quale i sacerdoti non potevano svolgere la funzione, avrebbe potuto verificarsi anche di Shabbat. Si potrebbe quindi concludere che se il corno dell'altare si rompeva o un coltello diventava difettoso, li si potevano riparare durante lo Shabbat. Esodo 35:1-3 insegna però che anche tale lavoro deve esser fatto solo nei giorni settimanali e non di Shabbat.

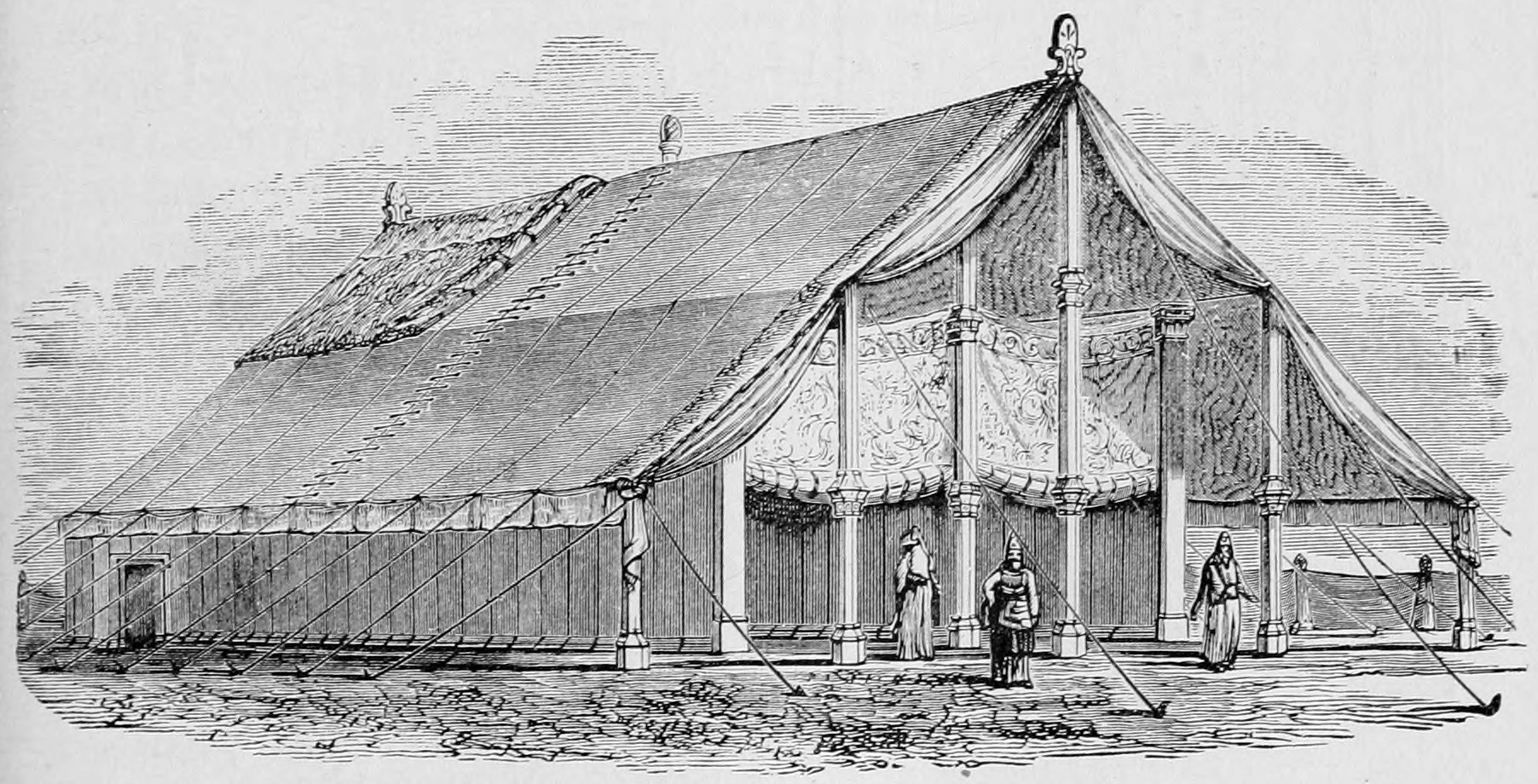
Veduta sudorientale del Tabernacolo (illustrazione dalla Bibbia Holman, 1890)

Rabbi Simeon, figlio di Rabbi Ishmael, interpreta il termine “il Tabernacolo della Testimonianza” in Esodo 38:21 a significare che il Tabernacolo era la testimonianza di Dio a tutto il mondo che Dio aveva perdonato Israele per aver fatto il Vitello d'oro. Rabbi Isaac lo spiega con una parabola. Un re prese una moglie che amava molto. Ma in seguito si adirò con lei e la lasciò, e i suoi vicini la canzonavano, dicendo che il re non sarebbe più tornato da lei. Poi il re mandò un messaggio che le chiedeva di preparare il palazzo reale e rifare i letti in esso, perché sarebbe tornato da lei in un dato giorno. In quel giorno, il re tornò e si riconciliò con lei, entrando nella sua camera e mangiando e bevendo con lei. I suoi vicini di casa in un primo momento non ci credettero, ma quando sentirono l'odore delle spezie profumate, seppero che il re era tornato. Allo stesso modo, Dio ha amato Israele, portando gli Israeliti sul Monte Sinai, e dando loro la Torah, ma dopo soli 40 giorni, peccarono con il vitello d'oro. Le nazioni pagane poi dissero che Dio non si sarebbe riconciliato con gli Israeliti. Ma quando Mosè implorò pietà a loro nome, Dio li perdonò, come riporta Numeri 14:20: "E il Signore disse: «Io perdono come tu hai chiesto»". Mosè allora chiese a Dio che, sebbene lui personalmente fosse convinto che Dio aveva perdonato Israele, annunciasse questo fatto alle nazioni. Dio rispose che avrebbe causato la Sua Shekhinah ad abitare in mezzo a loro, e quindi Esodo 25:8 dice: «E che mi facciano un santuario, perché io possa abitare in mezzo a loro.» E con quel segno, Dio intese che tutte le nazioni venissero a conoscere che Dio aveva perdonato gli Israeliti. Ecco quindi Esodo 38:21 che chiama "il Tabernacolo della Testimonianza", perché il Tabernacolo era una testimonianza che Dio aveva perdonato i peccati degli Israeliti.

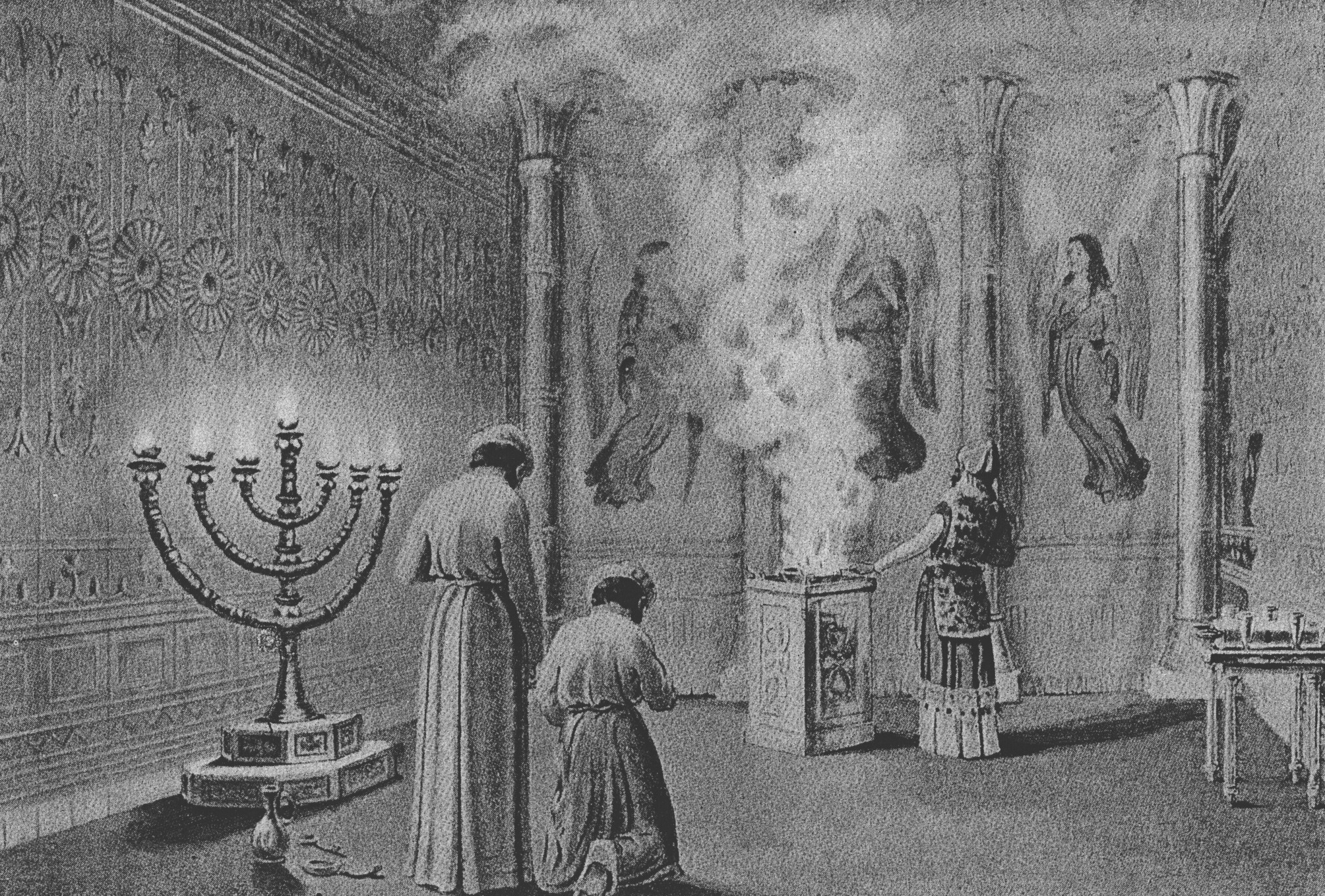
La Gloria della Shekinah entra nel Tabernacolo (illustrazione da Bible and Its Story Taught by One Thousand Picture Lessons, 1908)

Una Midrash afferma che quando Dio disse a Mosè di fare un tabernacolo per Lui (in Esodo 25:8), Mosè chiese come fosse possibile che Dio gli chiedesse di fare un tabernacolo per Lui, quando la Gloria di Dio riempie cielo e terra. E Mosè vide profeticamente che Salomone un giorno avrebbe costruito il Tempio, molto più grande del Tabernacolo, e anche (in 1 Re 8:27) Salomone avrebbe detto a Dio: "Ma è proprio vero che Dio abita sulla terra? Ecco i cieli e i cieli dei cieli non possono contenerti, tanto meno questa casa che io ho costruita!" Dio rispose che Dio non pensa come pensano gli esseri umani. Venti assi al nord, venti a sud e otto a ovest sarebbero bastati. Dio può persino confinare la Sua Shekinah dentro un cubito quadrato.
Rav Assi di Hozna'ah deduce dalle parole: “E avvenne nel secondo anno, nel primo giorno del primo mese” in Esodo 40:17 che il Tabernacolo fu eretto il primo di Nisan. Riferendosi a questo, un Tanna insegna che il primo di Nisan prese dieci corone di distinzione in virtù dei dieci eventi importanti che successero quel giorno. Il primo di Nisan fu: (1) il primo giorno della Creazione, (2) il primo giorno delle offerte dei principi, (3) il primo giorno che i sacerdoti fecero offerte sacrificali, (4) il primo giorno di sacrifici pubblici, (5) il primo giorno della discesa del fuoco dal Cielo, (6) il primo giorno che i sacerdoti mangiarono il cibo sacro nell'area sacra, (7) il primo giorno del dimorare della Shekhinah in Israele, (8) il primo giorno della benedizione sacerdotale di Israele, (9) il primo giorno della proibizione dei luoghi elevati (ebraico: במה - bamah, plur. במות - bamot), e (10) il primo dei mesi dell'anno.

## Comandamenti
Secondo Mosè Maimonide e lo Sefer ha-Chinuch, ci sono 2 comandamenti (mitzvot) positivi e 1 comandamento negativo in questa parshah.
- Costruire un Santuario[126]
- Non rimuovere le stanghe dall'Arca dell'Alleanza[127]

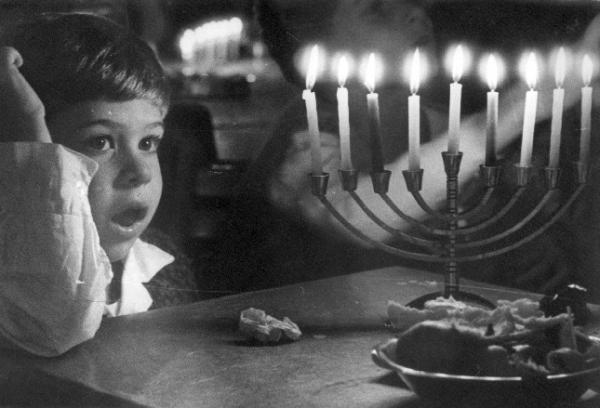
Menorah della Hanukkah (Chanukkiyah)

- Fare i pani dell'offerta[128]

## Liturgia
La Presenza di Dio sul trono tra cherubim in Esodo 25:17-22 riecheggia in Salmi 99:1 che a sua volta è uno dei sei Salmi recitati all'inizio del servizio di preghiera Kabbalat Shabbat.
Le luci accese della Menorah di Esodo 25:31-40 hanno un ruolo importante nella Hanukkah e sono quindi a loro volta riportate nel passo della Hanukkah nella sezione Modim della preghiera Amidah in ognuno dei tre servizi liturgici.

## Maqam settimanale

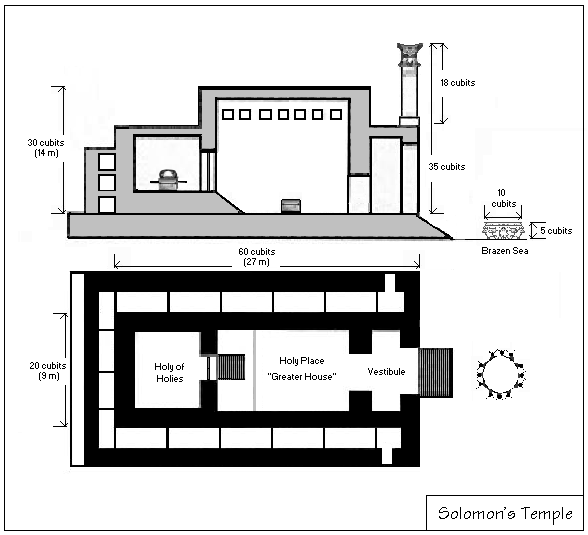
Tempio di Salomone (disegno di Mattes, 2005)

Nella Maqam settimanale, gli ebrei sefarditi ogni settimana basano i loro canti del servizio religioso sul contenuto della rispettiva parashah settimanale. Per la Parashah Terumah, gli sefarditi usano la Maqam Hoseni, una maqam che esprime bellezza. Tale maqam è qui molto appropriata, poiché in essa viene esposta la bellezza del Tabernacolo e dei suoi finimenti.

## Haftarah
La haftarah della parashah è 1 Re 5:26-6:13.

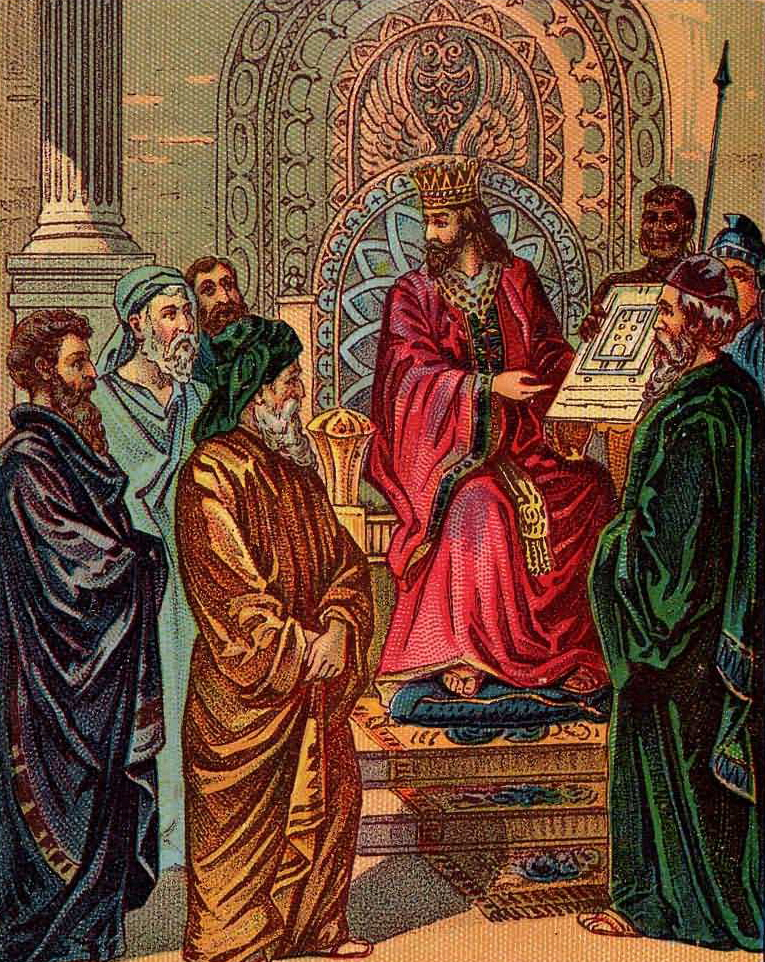
Salomone ed il Progetto del Tempio (illustrazione da una figurina biblica del 1896 della Providence Lithograph Company)

### Riassunto
Dio concesse saggezza a Re Salomone e Salomone fece trattati di pace con Re Hiram I di Tiro. Salomone diede ordine al suo gabelliere Adoniram di reclutare 30000 uomini e di mandarli in Libano in gruppi di 10000, che stessero un mese in Libano e due mesi in patria. Salomone inoltre dispose che 70000 uomini portassero carichi, 80000 scalpellini tagliassero pietre sulle montagne e 3300 incaricati dei prefetti supervisionassero i lavori. Salomone ordinò grandi massi costosi tagliati per le fondamenta del Tempio di Gerusalemme e i suoi costruttori, i costruttori di Chiram e i gibelletti le squadrarono, preparando anche i legnami e le pietre per costruire il Tempio.

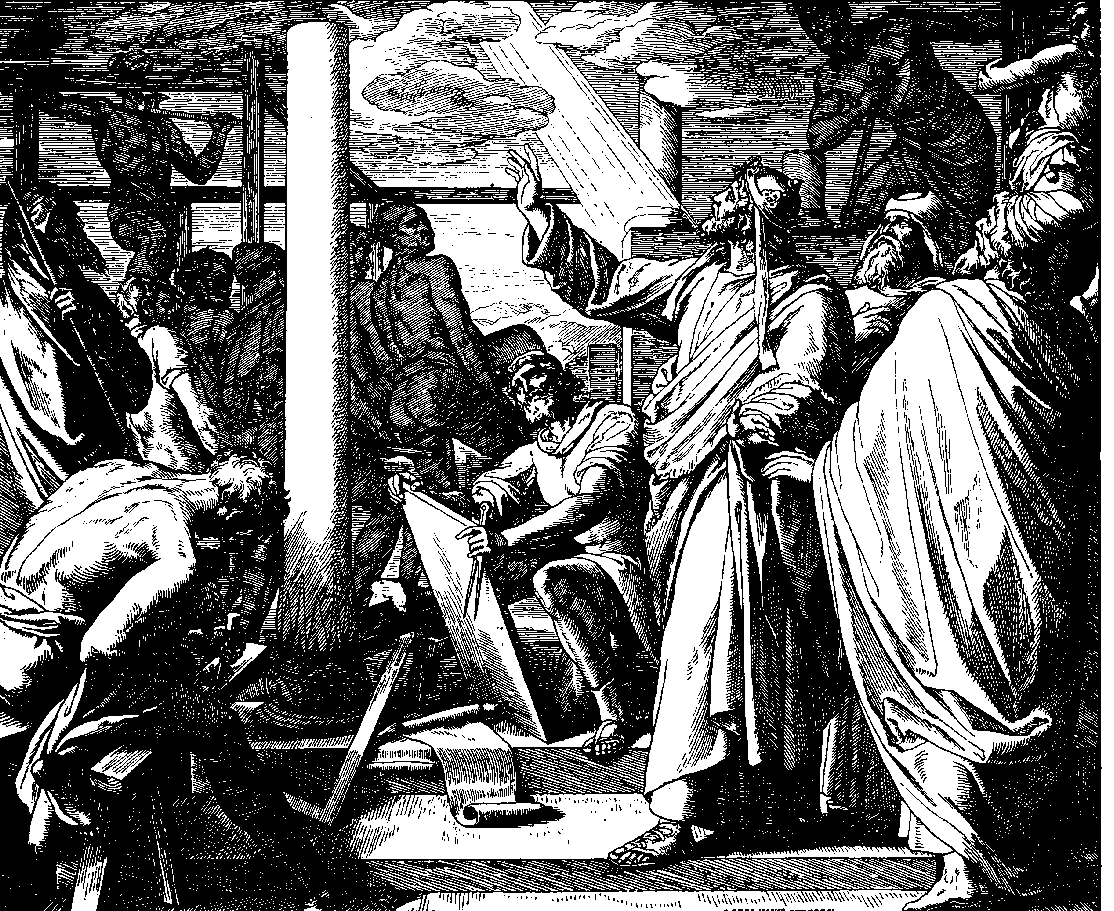
Salomone costruisce il Tempio (incisione di Julius Schnorr von Carolsfeld da Die Bibel in Bildern, 1860)

Salomone iniziò a costruire il Tempio nel 480º anno dopo che gli Israeliti erano usciti dall'Egitto, nel quarto anno del suo regno, nel mese di Ziv. Il Tempio misurava 60 cubiti in lunghezza, 20 cubiti in larghezza e 30 cubiti in altezza, e aveva un porticato di 20 cubiti in lunghezza e 10 cubiti in profondità. Le sue finestre erano quadrangolari, larghe internamente e strette esternamente. Lungo il muro del Tempio e tutto intorno ad esso vennero costruite strutture laterali, lungo la navata e la cella, e anche dei recessi attorno al muro esterno. "Per la costruzione [del Tempio] si usarono pietre lavorate e intere; durante i lavori nel Tempio non si udì rumore di martelli, di piccone o di altro arnese di ferro." 1 Re 6:7. La porta del piano più basso era sul lato destro del Tempio, e per mezzo di una scala a chiocciola si passava al piano di mezzo e dal piano di mezzo a quello superiore, che era il terzo piano. Così Salomone costruì il Tempio e lo fece rifinire con assi e travi di cedro, con tutto il Tempio che poggiava su travi di cedro.

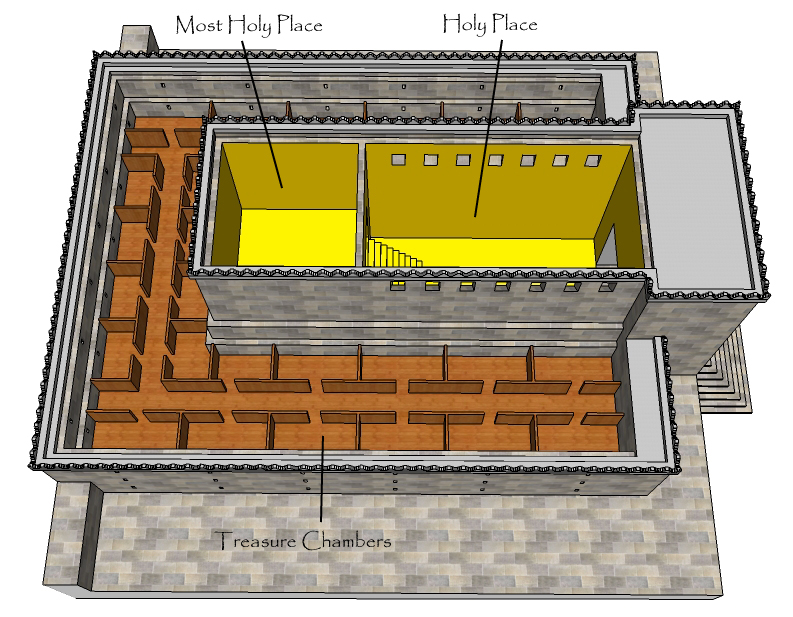
Tempio di Salomone (disegno computerizzato di Gabriel Fink, 2009)

"E il Signore parlò a Salomone e disse: «Riguardo al tempio che stai edificando, se camminerai secondo i miei decreti, se eseguirai le mie disposizioni e osserverai tutti i miei comandi, uniformando ad essi la tua condotta, io confermerò a tuo favore le parole dette da me a Davide tuo padre. Io abiterò in mezzo agli Israeliti; non abbandonerò il mio popolo Israele»" 1 Re 6:11-13.
| יא וַיְהִי, דְּבַר-יְ*הוָ*ה, אֶל-שְׁלֹמֹה, לֵאמֹר יב הַבַּיִת הַזֶּה אֲשֶׁר-אַתָּה בֹנֶה, אִם-תֵּלֵךְ בְּחֻקֹּתַי וְאֶת-מִשְׁפָּטַי תַּעֲשֶׂה, וְשָׁמַרְתָּ אֶת-כָּל-מִצְו‍ֹתַי, לָלֶכֶת בָּהֶם--וַהֲקִמֹתִי אֶת-דְּבָרִי אִתָּךְ, אֲשֶׁר דִּבַּרְתִּי אֶל-דָּוִד אָבִיךָ יג וְשָׁכַנְתִּי, בְּתוֹךְ בְּנֵי יִשְׂרָאֵל; וְלֹא אֶעֱזֹב, אֶת-עַמִּי יִשְׂרָאֵל |

### Collegamento alla Parashah
Sia la parashah che la haftarah descrivono un grande leader ebraico che organizza delle risorse per costruire una Dimora per Dio: la parashah narra di Mosè che raccoglie dei doni per costruire il Tabernacolo, e la haftarah narra di Salomone che recluta lavoratori e fa raccogliere legna e pietre per costruire il Tempio di Gerusalemme. Entrambe descrivono le condizioni e i particolari di una struttura dove Dio possa dimorare (ve-shakhanti) tra (be-tokh) gli Israeliti.

## Riferimenti
La parashah ha paralleli o viene discussa nelle seguenti fonti (EN, HE, IT, YI) :

### Biblici

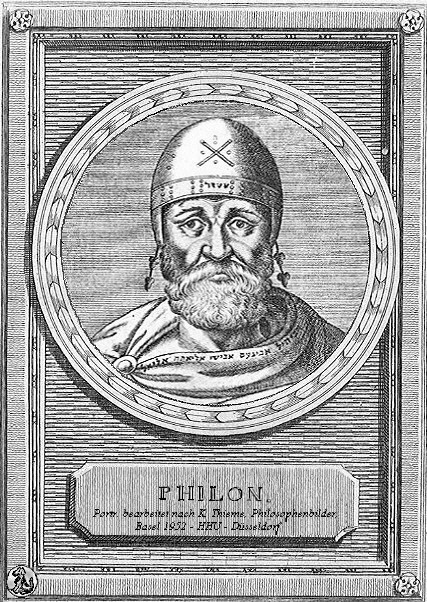
Filone di Alessandria

- 2 Samuele 22:2-15[152] (cherubini)
- Ezechiele 1:5-14[153] (cherubini)

- Salmi 18:11[154] (cherubini); Salmi 80:2[155] (cherubini); Salmi 84:2-3[156], 11 (Tabernacolo, courti); Salmi 90:1[157] (dimora); Salmi 92:14[158] (courti); Salmi 100:4[159] (corte); Salmi 132:8[160] (arca).

### Non rabbinici
- Primo libro dei Maccabei 4:47–59 Archiviato il 3 aprile 2013 in Internet Archive. (riconsacrazione del Tempio).
- Filone di Alessandria. Allegorical Interpretation 3:33:102; Who Is the Heir of Divine Things? 23:113; 34:166; 46:218; On Mating with the Preliminary Studies 2:8; 17:89; 21:114; 30:168; On Flight and Finding 19:101; On the Change of Names 35:190. Alessandria d'Egitto, I secolo. Rist. su The Works of Philo: Complete and Unabridged, New Updated Edition. Trad. (EN)  di Charles Duke Yonge, 62, 285, 290, 294, 304, 312, 314, 319, 330, 357. Peabody, Mass.: Hendrickson Pub., 1993. ISBN 0-943575-93-1.

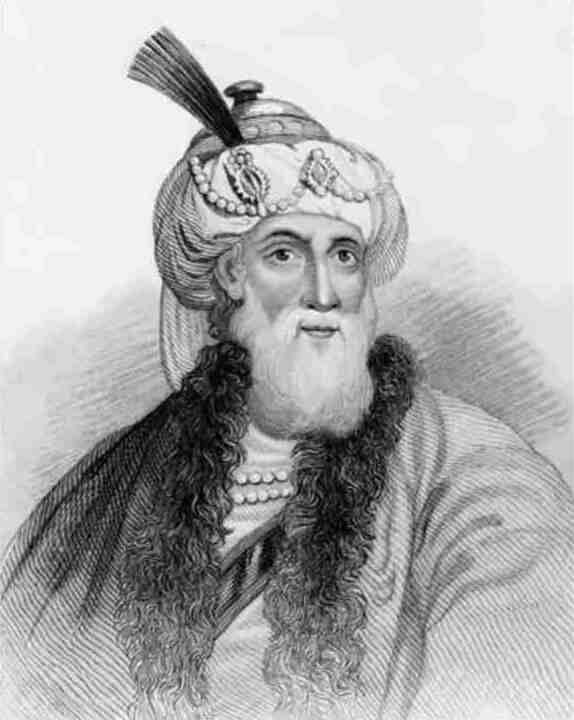
Flavio Giuseppe

- Flavio Giuseppe, Antichità giudaiche 3:6:1, 3:7:7. Archiviato il 9 agosto 2012 in Internet Archive. Circa 93–94. Rist. su The Works of Josephus: Complete and Unabridged, New Updated Edition. Trad. (EN)  di William Whiston, pp. 85–86, 90. Peabody, Mass.: Hendrickson Pub., 1987. ISBN 0-913573-86-8.

### Rabbinici classici
- Mishnah: Yoma 5:1; Sanhedrin 9:6; Menachot 11:4–7. Terra d'Israele, circa 200 e.v. Rist. su The Mishnah: A New Translation. Trad. (EN)  di Jacob Neusner, 272, 604, 757–58. New Haven: Yale University Press, 1988. ISBN 0-300-05022-4.
- Tosefta: Shabbat 8:23; Eruvin 4:9; Shekalim 3:13–14; Kippurim (Yoma) 2:12; Sanhedrin 4:8; Menachot 6:11, 7:7, 11:6, 12. Terra d'Israele, circa 300 e.v. Rist. su The Tosefta: Translated from the Hebrew, with a New Introduction. Trad. (EN)  di Jacob Neusner, 1:384, 444, 535–36, 553; 2:1159, 1431, 1434–35, 1457, 1458–59. Peabody, Mass.: Hendrickson Pub., 2002. ISBN 1-56563-642-2.
- Talmud di Gerusalemme: Terumot 1a–b; Yoma 2a, 4a, 31b; Sukkah 3a–b; Megillah 12b; Sanhedrin 10a. Terra d'Israele, circa 400 e.v. Rist. su Talmud Yerushalmi. Curato da Chaim Malinowitz, Yisroel Simcha Schorr, e Mordechai Marcus, voll. 7, 21–22, 26. Brooklyn: Mesorah Publications, 2008–2012.

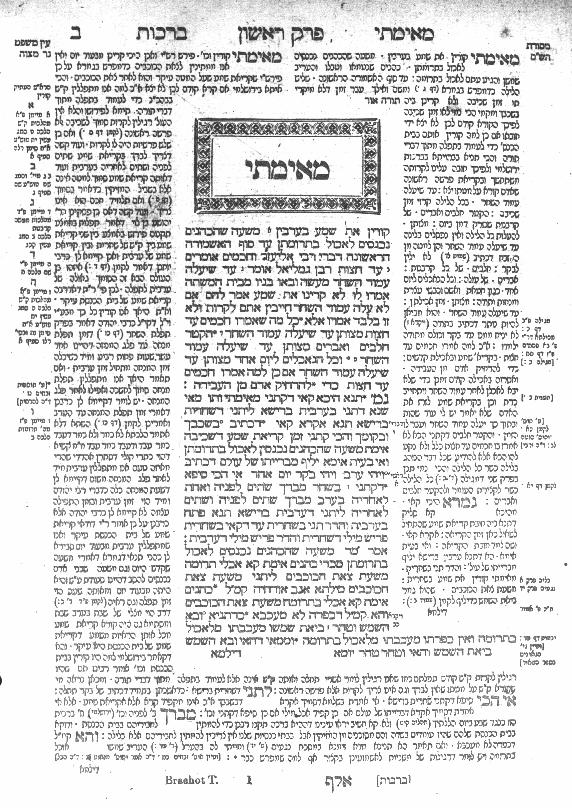
Talmud

- Genesi Rabbah 3:9; 5:7; 8:1; 16:2; 17:6; 66:2; 80:6; 91:9; 94:4. Terra d'Israele, V secolo. Rist. su Midrash Rabbah: Genesis. Trad. (EN)  di H. Freedman & Maurice Simon, 1:26, 38, 54, 125, 137; 2:601, 739, 845, 871. Londra: Soncino Press, 1939. ISBN 0-900689-38-2.
- Talmud babilonese: Berakhot 30a; Shabbat 28a, 48a, 91a, 92a, 98b, 133b; Eruvin 2a–b, 4a–b, 23b, 58a; Pesachim 76b; Yoma 3b, 33b, 38a, 51b, 52b, 71b, 72b; Sukkah 4b–5b, 7b, 45b, 49a, 50b; Rosh Hashanah 31a; Chagigah 26b; Yevamot 81b; Ketubot 62b, 106a; Nedarim 38a; Bava Kamma 110b; Bava Batra 12b, 14a–b, 67a, 98b–99a; Sanhedrin 7a, 16b, 22a, 29a, 39a; Makkot 15a, 22a; Shevuot 15a, 16b; Avodah Zarah 9b, 23b–24b; Zevachim 53a, 59b, 62a–b, 82b, 85b, 96a, 119b; Menachot 27b–29a, 88b, 96a, 97a, 98a–b, 99b; Chullin 133b; Bekhorot 44a; Temurah 31b; Niddah 26b. Babilonia, VI secolo. Rist. su Talmud Bavli. Curato da Yisroel Simcha Schorr, Chaim Malinowitz, e Mordechai Marcus, 72 voll. Brooklyn: Mesorah Pubs., 2006.

### Medievali

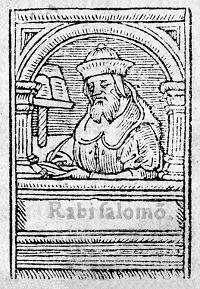
Rashi

- Esodo Rabbah 33:1–35:6. X secolo. Rist. su Midrash Rabbah: Exodus. Trad. (EN)  di S. M. Lehrman, vol. 3: 414–35. Londra: Soncino Press, 1939. ISBN 0-900689-38-2.
- Avicebron. A Crown for the King, 31:378. Spagna, XI secolo. Trad. (EN)  di David R. Slavitt, 50–51. New York: Oxford University Press, 1998. ISBN 0-19-511962-2.
- Rashi. Commentario. Exodus 25–27. Troyes, Francia, tardo XI secolo. Rist. su Rashi, The Torah: With Rashi's Commentary Translated, Annotated, and Elucidated. Trad. e note (EN)  di Yisrael Isser Zvi Herczeg, vol. 2, 319–73. Brooklyn: Mesorah Publications, 1994. ISBN 0-89906-027-7.
- Yehuda Ha-Levi. Kuzari. 3:23. Toledo, Spagna, 1130–1140. Rist. su Jehuda Halevi. Kuzari: An Argument for the Faith of Israel. Introd. di Henry Slonimsky, 162. New York: Schocken, 1964. ISBN 0-8052-0075-4.
- Zohar 1:31a, 74a, 130a, 217a, 224a; 2:14b, 55a, 63a, 76a, 89b, 126a–43a[collegamento interrotto], 154b, 157b, 159a, 162b, 169a, 171a, 176a, 195a, 221a, 233b, 235b, 241a; 3:4b, 126a, 192a. Spagna, tardo XIII secolo. Rist. su The Zohar. Trad. (EN)  di Harry Sperling & Maurice Simon. 5 voll. Londra: Soncino Press, 1934.

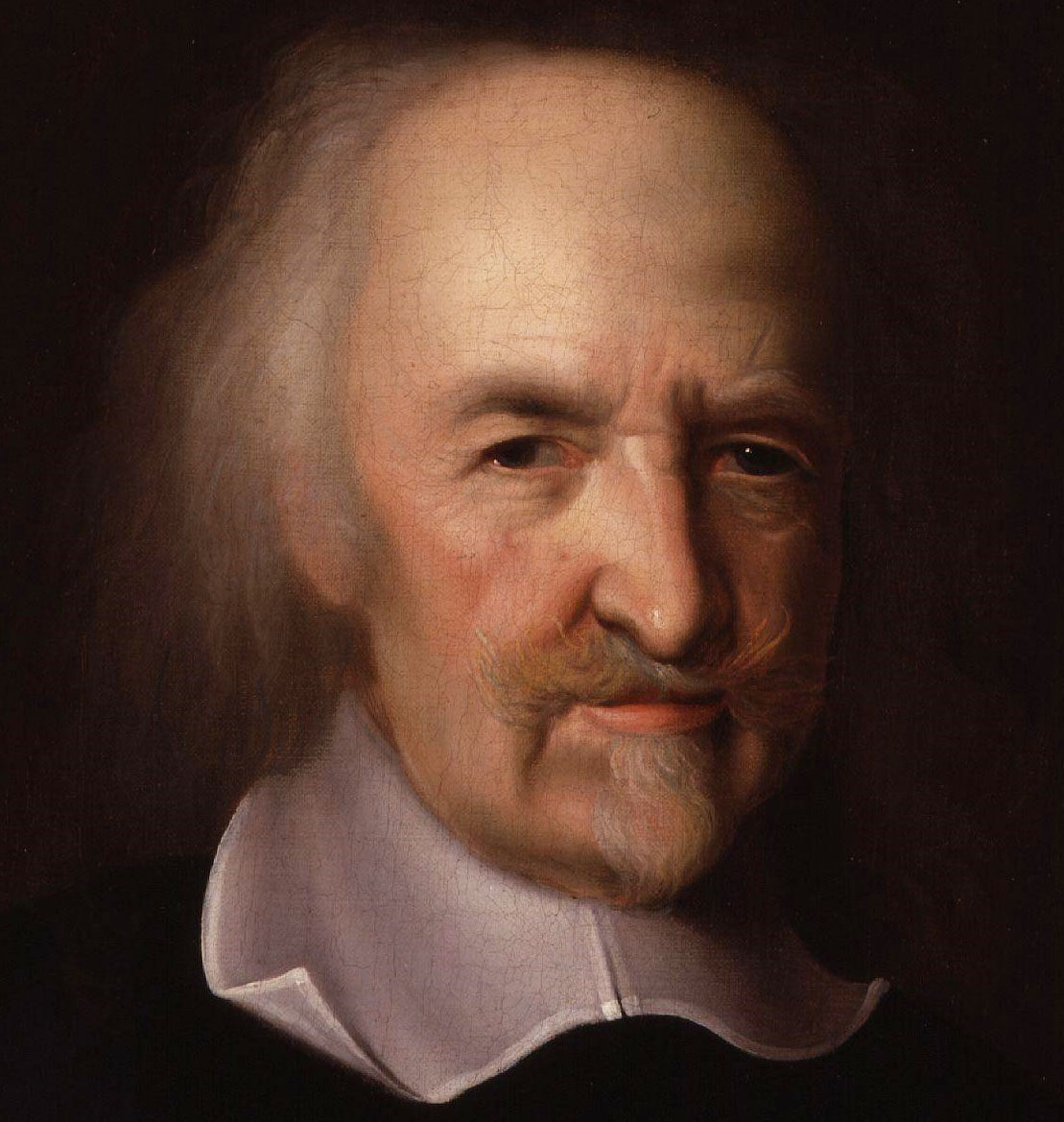
Thomas Hobbes

### Moderni
- Thomas Hobbes. Leviatano, 3:40; 4:45. Inghilterra, 1651. Rist. cur. da C. B. Macpherson, 503–04, 675–76. Harmondsworth, Inghilterra: Penguin Classics, 1982. ISBN 0-14-043195-0.
- Edward Taylor. “18. Meditation. Heb. 13.10. Wee Have an Altar.” In Preliminary Meditations: First Series. Cambridge, Mass.: Early 18th Century. Su Harold Bloom. American Religious Poems, 21–22. New York: Library of America, 2006. ISBN 978-1-931082-74-7.
- Nahum M. Sarna. Exploring Exodus: The Origins of Biblical Israel, 190–215. 1986. Rist. New York: Schocken Books, 1996. ISBN 0-8052-1063-6.
- Art Spiegelman. Maus. New York: Pantheon Books, 1986. ISBN 0-394-74723-2. (citato profeticamente in un sogno di Vladek Spiegelman.)
- Richard Elliott Friedman. “A Brilliant Mistake” and “The Sacred Tent.” In Who Wrote the Bible?, 161–87. New York: Summit Books, 1987. ISBN 0-671-63161-6.
- Gabriel Josipovici. “Building the Tabernacle.” In The Book of God: A Response to the Bible, 90–107. New Haven: Yale University Press, 1988. ISBN 0-300-04320-1.
- Jon D. Levenson. “Cosmos and Microcosm.” In Creation and the Persistence of Evil: The Jewish Drama of Divine Omnipotence, 78–99. San Francisco: Harper & Row, 1988. ISBN 0-06-254845-X.
- Craig R. Koester. Dwelling of God: The Tabernacle in the Old Testament, Intertestamental Jewish Literature, and the New Testament. Catholic Biblical Association of America, 1989. ISBN 0-915170-21-3.
- Marc A. Gellman. “A Tent of Dolphin Skins.” In Gates to the New City: A Treasury of Modern Jewish Tales. Edited by Howard Schwartz, 173–74. New York: Avon, 1983. ISBN 0-380-81091-3. Reissue ed. Jason Aronson, 1991. ISBN 0-87668-849-0.
- Alan Lew. This Is Real and You Are Completely Unprepared: The Days of Awe as a Journey of Transformation, 53–55. Boston: Little, Brown and Co., 2003. ISBN 0-316-73908-1.
- Suzanne A. Brody. “Tabernacle Kit #40.” In Dancing in the White Spaces: The Yearly Torah Cycle and More Poems, 81. Shelbyville, Kentucky: Wasteland Press, 2007. ISBN 1-60047-112-9.
- The Mishkan: The Tabernacle: Its Structure, Its Vessels, and the Kohen's Vestments. Brooklyn: Artscroll, 2008. (rappresentazione multimediale).
- Avrohom Biderman. The Mishkan: The Tabernacle: Its Structure and its Sacred Vessels. Brooklyn: Artscroll, 2011. ISBN 1-4226-1074-8.

### Testi
- Parashat Terumà cantata, su torah.it
- "Parashat Terumà", su torah.it
- Commentari e canti della "Parashat Terumà", su torah.it
- Testo Masoretico e traduzione JPS 1917, su mechon-mamre.org.
- Parashah cantata, su Bible.ort.org.
- Parashah in ebraico, su mechon-mamre.org.
- Quadro allegorico accezione tabernacolo(lingua inglese), su kotipetripaavola.com.

### Commentari
- Academy for Jewish Religion, California, su ajrca.org.
- Academy for Jewish Religion, New York, su ajrsem.org.
- Aish.com. URL consultato il 13 febbraio 2013 (archiviato dall'url originale il 17 marzo 2013).
- Akhlah: The Jewish Children’s Learning Network, su akhlah.com. URL consultato il 13 febbraio 2013 (archiviato dall'url originale il 25 gennaio 2013).
- American Jewish University, su judaism.ajula.edu (archiviato dall'url originale il 20 febbraio 2012).
- Anshe Emes Synagogue, Los Angeles, su anshe.org. URL consultato il 13 febbraio 2013 (archiviato dall'url originale il 1º novembre 2012).
- Ari Goldwag, su arigoldwag.com. URL consultato il 13 febbraio 2013 (archiviato dall'url originale il 27 luglio 2013).
- Bar-Ilan University, su biu.ac.il. URL consultato il 13 febbraio 2013 (archiviato dall'url originale il 4 luglio 2012).
- Chabad.org.
- The Desert Tabernacle, su thedeserttabernacle.blogspot.com. URL consultato il 4 maggio 2019 (archiviato dall'url originale il 2 ottobre 2011).
- eparsha.com.
- G-dcast, su g-dcast.com. URL consultato il 13 febbraio 2013 (archiviato dall'url originale il 20 marzo 2013).
- The Israel Koschitzky Virtual Beit Midrash, su vbm-torah.org. URL consultato il 13 febbraio 2013 (archiviato dall'url originale il 5 febbraio 2012).
- Jewish Agency for Israel, su jewishagency.org. URL consultato il 13 febbraio 2013 (archiviato dall'url originale il 2 ottobre 2012).
- Jewish Theological Seminary (XML), su jtsa.edu. URL consultato il 13 febbraio 2013 (archiviato dall'url originale l'11 marzo 2013).
- Miriam Aflalo, su mishpacha.com. URL consultato il 13 febbraio 2013 (archiviato dall'url originale il 6 aprile 2012).
- MyJewishLearning.com. URL consultato il 13 febbraio 2013 (archiviato dall'url originale il 1º marzo 2009).
- Ohr Sameach, su ohr.edu.
- Orthodox Union, su ou.org.
- OzTorah, Torah from Australia, su oztorah.com.
- Oz Ve Shalom — Netivot Shalom, su netivot-shalom.org.il. URL consultato il 13 febbraio 2013 (archiviato dall'url originale il 24 giugno 2010).

- Pardes from Jerusalem, su pardes.org.il. URL consultato il 13 febbraio 2013 (archiviato dall'url originale il 15 aprile 2012).
- Parsha Parts (PDF), su parshaparts.com. URL consultato il 13 febbraio 2013 (archiviato dall'url originale il 23 febbraio 2012).
- Rabbi Dov Linzer, su rabbidovlinzer.blogspot.com.
- Rabbi Eli Mallon, su rabbielimallon.wordpress.com.
- RabbiShimon.com. URL consultato il 13 febbraio 2013 (archiviato dall'url originale il 16 marzo 2012).
- Rabbi Shlomo Riskin, su ohrtorahstone.org.il. URL consultato il 13 febbraio 2013 (archiviato dall'url originale il 21 agosto 2011).
- Rabbi Shmuel Herzfeld, su rabbishmuel.com. URL consultato il 13 febbraio 2013 (archiviato dall'url originale l'11 marzo 2013).
- Reconstructionist Judaism, su www4.jrf.org. URL consultato il 13 febbraio 2013 (archiviato dall'url originale il 16 febbraio 2006).
- Sephardic Institute, su judaic.org. URL consultato il 13 febbraio 2013 (archiviato dall'url originale il 26 luglio 2011).
- Shiur.com.
- 613.org Jewish Torah Audio, su 613.org. URL consultato il 13 febbraio 2013 (archiviato dall'url originale il 27 settembre 2011).
- Tanach Study Center, su tanach.org.
- Torah from Dixie, su tfdixie.com. URL consultato il 13 febbraio 2013 (archiviato dall'url originale il 5 marzo 2012).
- Torah.it, su archivio-torah.it.
- Torah.org.
- Torahvort.com.
- Union for Reform Judaism, su urj.org. URL consultato il 13 febbraio 2013 (archiviato dall'url originale il 15 ottobre 2008).
- United Hebrew Congregations of the Commonwealth, su chiefrabbi.org.
- United Synagogue of Conservative Judaism, su uscj.org. URL consultato il 13 febbraio 2013 (archiviato dall'url originale il 14 agosto 2012).
- What’s Bothering Rashi?, su shemayisrael.com. URL consultato il 13 febbraio 2013 (archiviato dall'url originale il 25 agosto 2021).
- Yeshiva University, su yutorah.org. URL consultato il 13 febbraio 2013 (archiviato dall'url originale il 18 dicembre 2019).